# Biblioteca Națională a Republicii Cehe
Biblioteca Națională a Republicii Cehe (în cehă Národní knihovna České republiky) este biblioteca centrală a Republicii Cehe. Ea este administrată de Ministerul Culturii. Sediul principal al bibliotecii este situat în clădirea istorică Clementinum din Praga, unde sunt păstrate aproximativ jumătate din cărțile sale. Cealaltă jumătate a colecției este depozitată în districtul Hostivař. Biblioteca Națională este cea mai mare bibliotecă din Republica Cehă, având un fond de aproximativ 6 milioane de documente. Biblioteca are în jur de 60.000 de cititori înscriși. În afară de textele în limba cehă, biblioteca mai conține manuscrise mai vechi din Turcia, Iran și India. Biblioteca adăpostește, de asemenea, cărți ale Universității Caroline din Praga.
Biblioteca a dobândit o recunoaștere internațională în 2005, când a obținut Premiul Jikji al UNESCO prin intermediul Programului Memoria Lumii pentru eforturile depuse în digitalizarea textelor vechi. Proiectul, care a început în 1992, a implicat digitalizarea a 1.700 de documente în primii 13 ani.

## Colecții
Cele mai prețioase manuscrise medievale păstrate în Biblioteca Națională sunt Codex Vyssegradensis și Viața stareței Cunigunda.

## Clădirea nouă propusă

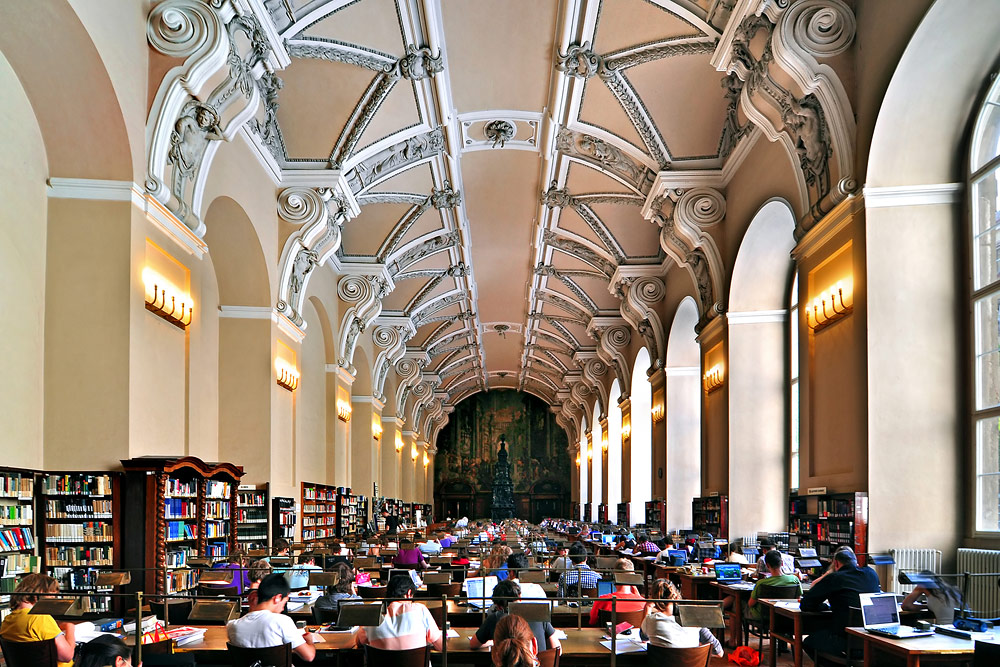
Sala principală de lectură (fostul refectoriu al reședinței iezuite Clementinum)

În 2006 Parlamentul Ceh a aprobat finanțarea construirii unei clădiri noi a bibliotecii în câmpia Letna, între stația de metrou Hradčanská și stadionul Letná al echipei de fotbal Sparta Praga. În martie 2007, în urma unei cereri de ofertă, arhitectul ceh Jan Kaplický a fost selectat de un juriu pentru realizarea proiectului, care urma să fie finalizat în anul 2011. Mai târziu, în cursul aceluiași an, proiectul a fost amânat în urma obiecțiilor cu privire la locația propusă pe care le-au formulat unii demnitari de rang guvernamental, inclusiv primarul Pragăi Pavel Bém și președintele Cehiei Václav Klaus. În februarie 2008 a fost sesizat Oficiul pentru Protecția Concurenței, în scopul de a determina dacă oferta lui Kaplický a câștigat în mod corect. Tot în 2008 ministrul culturii Václav Jehlička a anunțat sfârșitul proiectului, ca urmare a deciziei Comisiei Europene că procesul de licitație nu s-a desfășurat în mod legal.

## Incidente
Biblioteca a fost afectată de inundațiile din Europa din 2002, iar unele documente au fost mutate la nivelurile superioare pentru a nu intra în contact cu apa în exces. Peste 4.000 de cărți au fost scoase din bibliotecă în iulie 2011, în urma inundării unor părți ale clădirii principale. Acolo a avut loc un incendiu în decembrie 2012, dar nimeni nu a fost rănit în acel incident.